# Carmel Biarnés
Carmel Biarnés (Ascó, Ribera d'Ebre, 1928 - 1992) va ser un humanista català, seminarista, fotògraf, poeta i escriptor-investigador de la història del seu poble i comarca. Va ser el cofundador del Centre d'Estudis de la Ribera d'Ebre. L'any 2009 es van iniciar les Jornades d'Estudis Locals i Territorials que duen el seu nom, i també el premi de periodisme Carmel Biarnés d'Ascó.
Publicà diversos llibres, entre els quals hi ha Moros i moriscos a la Ribera d'Ebre (1972), La implantació de l'Orde del Temple a la Ribera d'Ebre 1148-1210, Testimonios de la influencia árabe en Ascó, Ordenaments de la vila d'Ascó del 1520, Vida, martiri i glorificació del Beat Pere Sans i Jordà d'Ascó, Els Moriscos a Catalunya (1981), Guia d'Ascó (1983), El meu riu Ebre (1985), La navegació fluvial per l'Ebre (1987) i La Creu de la Mitja Lluna (1992), i participa en obres col·lectives com L'Ebre un riu literari entre d'altres.